# Jamiroquai: The Singles Collection
Álbum recopilatorio hecho de madera y que posee 5 discos de la banda británica. El disco fue edición limitada; se editó solo en Canadá por Sony Music Canada.

## Track List
Disco 1:
- 1.Space cowboy. Radio Edit. 3:40
- 2.Journey to arnhemland. 5:22
- 3.Kids. 5:10
- 4.Space cowboy. Demo version. 4:18

Disco 2:
- 1.Cosmic girl. Radio edit. 3:49
- 2.Slipin’n’ slidin’. 3:49
- 3.Digital vibrations. 5:47
- 4.Cosmig girl. Classic Radio mix. 4:01

Disco 3:
- 1.Alright. Full length version. 4:29
- 2.Alright. Tee’s in house mix. 7:21
- 3.Alright. Tee’s digital club. 7:17
- 4.Alright. Tee’s radio Jay. 3:23

Disco 4:
- 1.Virtual insanity. 4:07
- 2.Do you know where you’re coming from. Original mix. 5:00
- 3.Bullet. 4:19
- 4.Virtual insanity. Album version. 5:39

Disco 5:
- 1.Stillness in time. Radio edit. 3:43
- 2.Space cowboy. Classic radio. 4:03
- 3.Space cowboy. Classic club. 7:52
- 4.Stillness in time. Vinyl version. 6:13

- Datos: Q5925939